# ذرة شديدة البرودة
الذرة شديدة البرودة يستخدم هذا المصطلح لوصف الذرات التي يتم الاحتفاظ بها عند درجة حرارة صفر كلفن (kelvins) الصفر المطلق ,

ويليه عادة أجزاء بــمايكرو كالفن ،وعند 1,7×10−7 كلفن لوحظت كثافة بوز اينشتاين ,

حيث عند درجات حرارة منخفضة تصبح المادة ذات خصائص الكمية والميكانيكية مهمة مختلفة تماما عن خصائص الذرات الكلاسيكية
والطرق الرئيسية لإنتاج الذرات شديدة البرودة هي

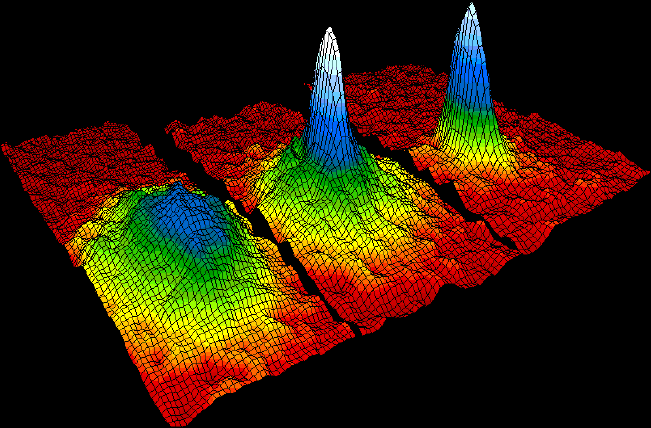
كثافة بوز اينشتاين

1-	تبريد البخار
2-	تبريد الليزر

## أمثلة
-	نقطة ذوبان الهيليوم 0,95كلفن
-	أكبر كتلة من عنصر الفرانسيوم francium مصنوعة من 10000 ذرة شديدة البرودة